# Nadia Hai
Nadia Hai (ur. 3 marca 1980 r. w Trappes) – francuska polityk reprezentująca partię La République En Marche. W wyborach parlamentarnych czerwcu 2017 została wybrana do francuskiego Zgromadzenia Narodowego, reprezentuje departament Yvelines.